# 楊道真

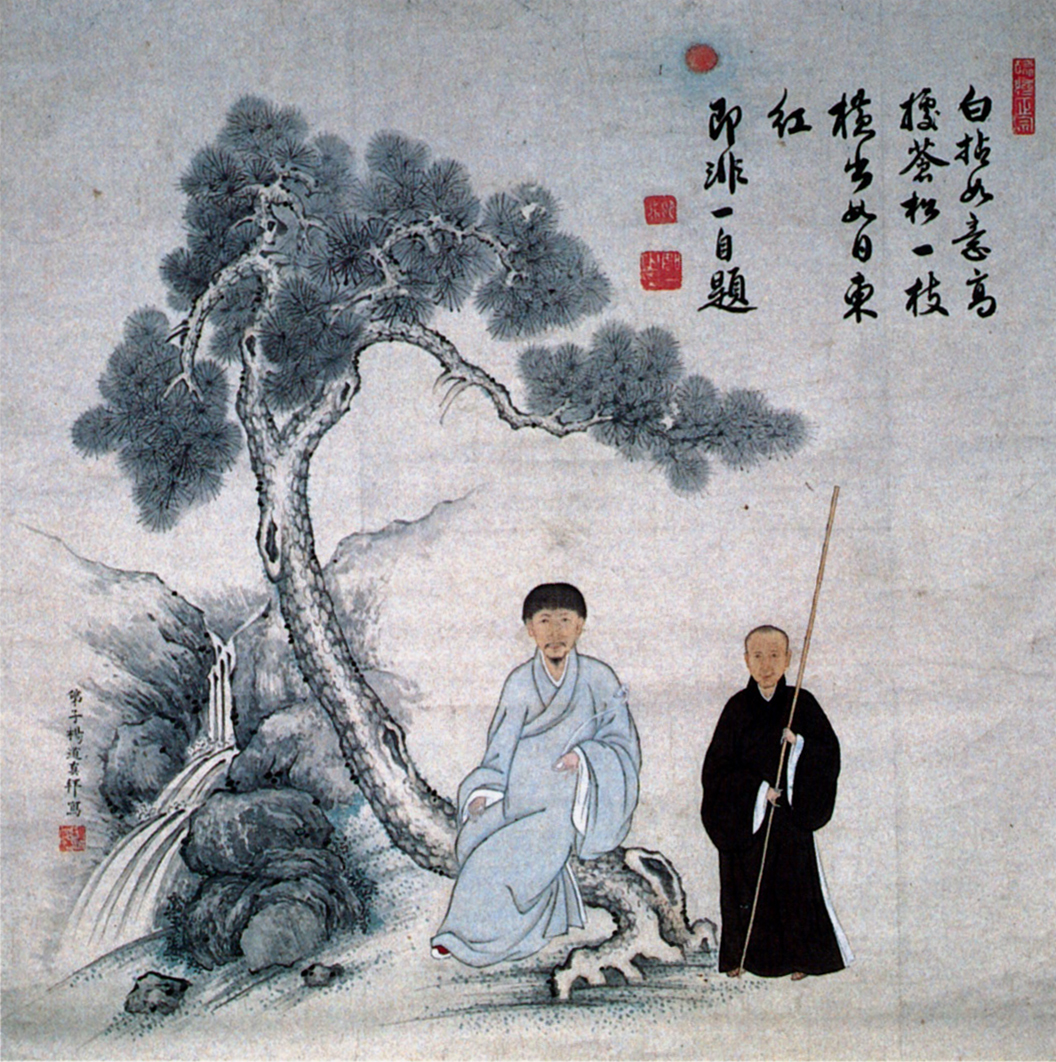
即非・柏巌像 即非賛 紙本着色 福聚寺

楊 道真（よう どうしん、生卒年不詳）は中国明末清初の画家である。
字は如晦。伝歴など不詳。
西洋画の陰影法を取り込んで独自の画風を確立した肖像画家曽鯨の門下で波臣派に属する。同門に張琦がいる。
承応3年(1654年)、隠元隆琦に伴って長崎に渡来。新しい肖像画の技法を喜多長兵衛（喜多道矩？）などに伝え、黄檗絵画の発展に寄与した。京都萬福寺でも画作している。10点の作品が確認できている。